# 1549 en arts plastiques
| Années des arts plastiques : 1546 - 1547 - 1548 - 1549 - 1550 - 1551 - 1552    |
| Décennies des arts plastiques : 1510 - 1520 - 1530 - 1540 - 1550 - 1560 - 1570 |

Cette page concerne l'année 1549 en arts plastiques.

## Œuvres

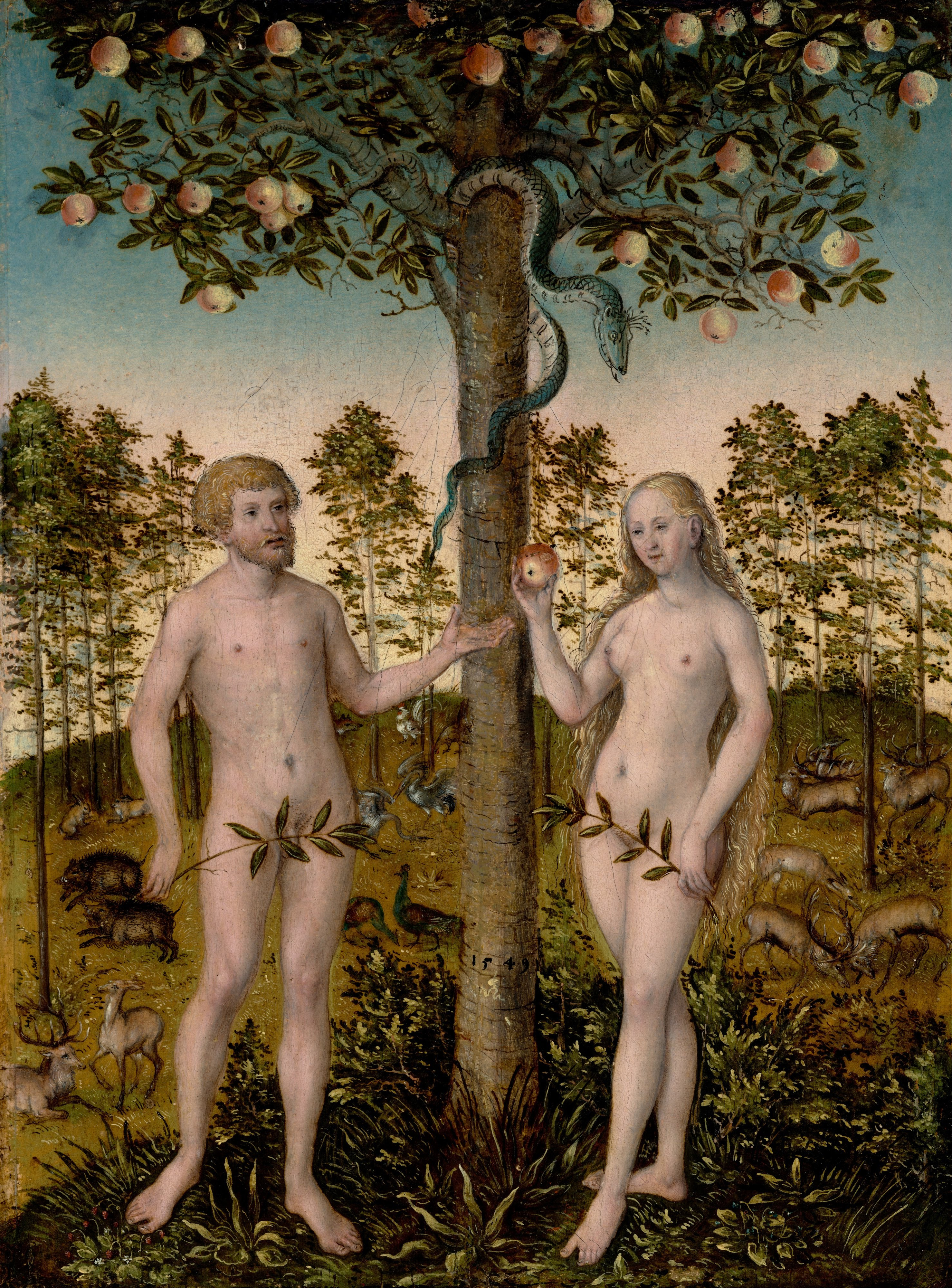
La chute de l'homme, peinture attribué à Lucas Cranach le Jeune

## Naissances
- 26 janvier : Francesco Bassano le Jeune, peintre maniériste italien de l'école vénitienne († 4 juillet 1592),
- 1er septembre : Cesare Aretusi, peintre portraitiste italien († 4 octobre 1612),
- 18 septembre : Mateu López junior, peintre espagnol († 31 mai 1584),
- ? :
  - Cecilia Brusasorci, peintre italienne de l'école véronaise († 1593),
  - Giovanni Contarini, peintre vénitien († 1605),
  - Johannes Wierix, graveur et peintre et miniaturiste flamand († vers 1620),
- Vers 1549 :
- Antonio Capulongo, peintre italien de l'école napolitaine († vers 1599).

## Décès
- 14 février : Giovanni Antonio Bazzi dit Le Sodoma, peintre italien (° 1477).